# Mendoncia cuatrecasasii
Mendoncia cuatrecasasii är en akantusväxtart som beskrevs av Emery Clarence Leonard. Mendoncia cuatrecasasii ingår i släktet Mendoncia och familjen akantusväxter. Inga underarter finns listade i Catalogue of Life.